# Antonio Bagnardi
Antonio Bagnardi (Grottaglie, 22 giugno 1958) è un giornalista italiano.

## Biografia
Iscritto alla Federazione Nazionale della Stampa dal 1979, nei primi anni ottanta è dirigente dell'Associazione della stampa di Puglia e Basilicata. Divenuto giornalista professionista nel 1981, inizia a collaborare con la Rai con diversi contratti a tempo determinato, venendo assegnato alla redazione del TG2. Definitivamente assunto dalla televisione di stato italiana nel 1989, viene assegnato alla redazione politica. Svolge il ruolo di inviato per la rubrica "Diogene" ed è co-autore di "Dossier" e "Pegaso", oltre a comparire in video come notista politico. Firma decine di inchieste in Italia e all'estero e dal 1989 al 1991 è altresì membro del comitato di redazione della testata.
Dal 1991 al 1994 è caporedattore della redazione politica del TG2 e segue in prima persona alcuni degli avvenimenti più importanti dell'epoca, come il tentativo di impeachment del presidente della Repubblica Italiana Francesco Cossiga e il caso della grazia a Renato Curcio. A novembre del 1994 viene nominato vicedirettore del TG2, sotto la direzione di Clemente J. Mimun. In questa veste rilancia il telegiornale della notte (portandolo a una durata di mezz'ora e incentrandolo sul commento dei fatti del giorno) e nell'autunno del 1995 collabora allo spostamento dell'edizione principale del notiziario alle 20:30 (anziché alle 19:45). Nominato responsabile di tale edizione fin dal primo numero, conserva la delega fino a maggio del 2002. Nel giugno del 2002 è nominato direttore responsabile di Rai Televideo con voto unanime del consiglio di amministrazione della Rai, rimanendo in carica per 11 anni, fino al febbraio del 2013, quando gli subentra Monica Maggioni. Il 23 ottobre successivo, su designazione della Rai, è nominato direttore del Centro Italiano di Studi Superiori per la Formazione e l'Aggiornamento in Giornalismo Radiotelevisivo (che gestisce la Scuola di giornalismo radiotelevisivo di Perugia), fondato dalla radiotelevisione pubblica e dall'Università di Perugia.
Nel 2011 e nel 2012 ha presieduto le commissioni della Rai che hanno selezionato il personale giornalistico interno.